# Jonathan Winder
Jonathan Winder est un joueur américain de volley-ball né le 4 janvier 1986 à Irvine (Californie). Il mesure 2,03 m et joue passeur.

## Clubs
| Club                | Pays     | De        | À         |
| ------------------- | -------- | --------- | --------- |
| Tourcoing-Lille MVB | France   | 2008-2009 | 2008-2009 |
| Galatasaray SK      | Turquie  | 2009-2010 | 2009-2010 |
| PAOK Salonique      | Grèce    | 2010-2011 | 2010-2011 |
| Tourcoing-Lille MVB | France   | 2011-2012 | 2011-2012 |
| VM Zalău            | Roumanie | 2012-2013 | 2012-2013 |

## Palmarès
- Championnat de France
  - Finaliste : 2009